# Bojan Zagorow
Bojan Zagorow (bg. Боян Загоров; ur. 24 grudnia 1985) – bułgarski zapaśnik walczący w stylu klasycznym. Szósty w Pucharze Świata w 2011 i siódmy w 2006 roku. Dwukrotny mistrz Bułgarii.